# 바실리 네벤자
바실리 알렉세예비치 네벤자(러시아어: Василий Алексеевич Небензя; 1962년 2월 26일 출생)는 러시아 외교관이자 현 유엔 주재 러시아 상임대표이다. 그의 공식 직함은 특명전권대사이다.

## 삶과 경력
네벤자는 1962년 2월 26일 볼고그라드에서 태어났다. 그의 아버지는 소련 국가 출판 위원회 부위원장이었던 알렉세이 안드레예비치 네벤자(1923–1994)이다. 그는 1983년 국립 모스크바 국제 관계 대학교를 졸업했다. 그 이후로 그는 외교 경력을 쌓았다.
- 1988–1990 — 태국 주재 소련 대사관 무관.
- 1990–1991 — 소련 외무부 국제 경제 관계 담당 국장 3등 서기관.
- 1991–1992 — 소련 및 러시아 외무부 국제 기구 부서 2등 서기관.
- 1993-1996 — 러시아 외무부 국제 기구 부서 부장.
- 1996–2000 — 유엔 주재 러시아 상임대표부 고문, 선임 참사관.
- 2000–2006 — 러시아 외무부 국제 기구 부서 부장 대리.
- 2006–2011 — 세계무역기구 주재 러시아 상임대표 대리.
- 2011–2012 — 제네바 유엔 사무소 및 기타 국제 기구 주재 러시아 상임대표 대리.
- 2012–2013 — 러시아 외무부 인도주의 협력 및 인권 담당 국장.
- 2013–2017 — 러시아 외무부 차관.
- 2017년 7월 27일 이후 — 유엔 주재 러시아 상임대표.

## 유엔 주재 러시아 상임대표

### 지명 및 인준
2017년 2월, 유엔 주재 러시아 상임대표였던 비탈리 추르킨이 사망했다. 2017년 3월, 네벤자는 NATO 주재 러시아 상임대표 알렉산드르 그루시코 및 외무부 차관 아나톨리 안토노프와 함께 그 직책의 주요 후보 중 한 명으로 지명되었다.
2017년 4월 21일, 러시아 외무부는 그를 유엔 대사직에 지명했다. 다음 달 그는 러시아 연방 의회의 공식 승인을 받았다.
블라디미르 푸틴 대통령은 2017년 7월 27일 네벤자를 유엔 상임대표로 임명했고, 그는 다음 날 유엔 사무총장 안토니우 구테흐스에게 신임장을 제출했다.

### 2022년 러시아의 우크라이나 침공
2022년 2월 말 러시아의 우크라이나 침공 당시 네벤자는 유엔 안전 보장 이사회 의장으로 재직 중이었는데, 이 직책은 15개 이사국 간에 매월 순환된다. 의장직을 맡은 사람은 유엔 안전 보장 이사회(UNSC)의 "얼굴"이자 대변인으로 간주된다. 2022년 2월 23일 (뉴욕 시간), 블라디미르 푸틴 대통령은 안전 보장 이사회 회의 중에 영상 메시지를 통해 침공을 발표했다. 우크라이나 대표 세르기 키슬리차가 네벤자에게 "지금 당장 라브로프에게 전화하여" "전쟁을 막기 위해 가능한 모든 것을 다하라"고 요구했을 때, 네벤자는 단순히 "이 시각에 라브로프 장관을 깨울 계획은 없다"고 말했다. 사임 요구에도 불구하고 네벤자는 사임을 표명하지 않았다.틀:From whom? 그는 침공을 비난하는 유엔 안전 보장 이사회 결의안에 거부권을 행사했다.
2022년 러시아의 우크라이나 침공에 관한 제11회 유엔 총회 긴급 특별회의에서 연설하면서 네벤자는 "…우크라이나를 비무장화하고 탈나치화할 필요가 있다"며 "언론과 소셜 네트워크"가 러시아 행동의 이미지를 "왜곡하고 방해했다"고 주장했다. 2022년 9월 30일, 네벤자는 우크라이나 남동부에 대한 러시아 점령을 정당화하려 시도하면서, 이들 우크라이나 지역이 러시아의 일부가 되기로 선택했다고 주장했다. 네벤자에 따르면, 러시아의 우크라이나 침공 목적 중 하나는 "러시아의 안보와 영토 보전에 위협이 되는 우크라이나군의 군사력을 약화시키는 것"이다.
2022년 11월 24일 안전 보장 이사회 회의에서 그는 우크라이나 기반 시설에 대한 러시아 공격의 목적을 설명하며 다음과 같이 말했다: "우리는 서방 무기가 우크라이나에 실리고 키이우가 러시아에 대한 군사적 승리를 거두라는 현명하지 못한 요구에 대한 대응으로 우크라이나의 기반 시설에 대한 공격을 감행하고 있습니다."  그는 "우크라이나의 주택 손상 및 민간인 사망은 우크라이나의 방공 시스템 때문"이라고 주장했다.
2023년 1월 14일 유엔 안전 보장 이사회 회의에서 네벤자는 "러시아에 대한 위협이 더 이상 우크라이나 영토에서 발생하지 않고 이 나라의 러시아어 사용 인구에 대한 차별이 끝날 때"만 군사 행동을 중단할 수 있다고 밝혔다. 네벤자는 "그렇지 않으면 모스크바는 군사적으로 원하는 것을 얻을 것"이라고 덧붙였다. 네벤자는 또한 러시아가 "국가로서의 우크라이나의 파괴, 그 탈-우크라이나화 및 강제 러시아화"를 원하지 않는다고 주장했다.
2023년 9월 20일, 우크라이나 대통령 볼로디미르 젤렌스키가 유엔 안전 보장 이사회에 처음으로 참석했다. 네벤자는 젤렌스키의 발언에 항의하며, 당시 의장직을 맡고 있던 알바니아 총리 에디 라마를 회의를 "1인 스탠드업 쇼"로 만들었다고 비난하고 그것이 "장관급 회의가 아닌 단순한 스펙터클"이 될 것이라고 말했다. 이에 라마는 "이것은 알바니아 의장국의 특별 작전이 아니다"라고 덧붙이며 "해결책이 있다. 당신이 동의하면 전쟁을 멈추고 젤렌스키 대통령은 발언하지 않을 것이다"라고 답했다. 네벤자는 동의하지 않았다.

### 2023년 이스라엘-하마스 전쟁
2023년 11월 1일, 하마스의 이스라엘 공격 몇 주 후, 네벤자는 가자에서 이스라엘은 "점령 세력"으로 간주되므로 자위권이 없다고 말했다.

## 같이 보기
- 유엔 주재 러시아 상임대표부
- 러시아와 유엔
- 러시아의 재외공관 목록
- 러시아 외무부